# Розвага для старичків
«Розвага для старичків» (рос. «Развлечение для старичков») — радянська кінокомедія 1976 року режисера Андрія Разумовського.

## Сюжет
П'ять пенсіонерів, колишніх робітників високої кваліфікації, вирішили зібрати автобус-всюдихід з розбитих на випробуваннях машин. Коли всюдихід був майже готовий, їх дітищу стала загрожувати відправка на металобрухт — і тоді старички грудьми стали на його захист…

## У ролях
- Віра Васильєва —  Галина Павлівна
- Микола Засухин —  Олексій Железненький
- Микола Парфьонов —  Андрій Андрійович Апраксін
- Станіслав Чекан —  Роман Гуськов
- Олександр Вокач —  Апомідонт Піменович
- Микола Рибников —  Непейвода
- Наталія Гурзо —  дочка Непейводи
- Леонід Куравльов —  Єфремов
- Володимир Заманський —  директор
- Валентин Карманов —  Стьопка
- Володимир Носик —  Федько
- Надія Рєпіна —  дружина Гени
- Геннадій Шумський —  Гена
- Валентина Ушакова —  Ольга Сергіївна
- Марина Гаврилко —  Маша Апраксіна
- Георгій Мілляр —  батько Олексія
- Павло Винник —  Єгор Петрович
- Наталія Крачковська —  ведуча конкурсу
- Олександр Лебедєв —  охоронець
- Микола Маліков —  Гія Шамшура
- Євген Марков —  акваріуміст
- Станіслав Міхін —  учасник наради
- Володимир Протасенко —  учасник наради

## Знімальна група
- Автори сценарію:  Леонід Завальнюк,  Сава Куліш
- Режисер:  Андрій Разумовський
- Оператори: Ральф Келлі, Володимир Фрідкін
- Композитор:  Ігор Єфремов
- Художник-постановник: Саїд Меняльщиков